# ویلی بولی
ویلی-آرنو زوبو بولی (فرانسوی: Willy-Arnaud Zobo Boly‎؛ زادهٔ ۳ فوریهٔ ۱۹۹۱) بازیکن فوتبال اهل ساحل عاج است که برای باشگاه ناتینگام فارست بازی می‌کند.
از باشگاه‌هایی که در آن بازی کرده‌است می‌توان به اوسر، براگا، پورتو و ولورهمپتون اشاره کرد.